# 栃尾 (長岡市)
栃尾（とちお）は、新潟県長岡市北東に存在する地域である。2006年長岡市に編入されたかつての栃尾市に相当する。豊富な湧水や「栃尾のあぶらげ」（油揚げ）、上杉謙信ゆかりの地として知られている。

## 概要

谷内通り

上杉謙信公銅像（秋葉公園）

刈谷田川と西谷川の合流点付近を中心に広がる。「謙信公旗揚げの地」と謳われるように 、上杉謙信が青年期を過ごしたとされる栃尾城の城下町として発展した中心街は雁木のまち並みが多く残り、表町地区では1990年代末から新潟大学工学部建設学科と共同で雁木を活かしたまちづくりプロジェクトが行われている。

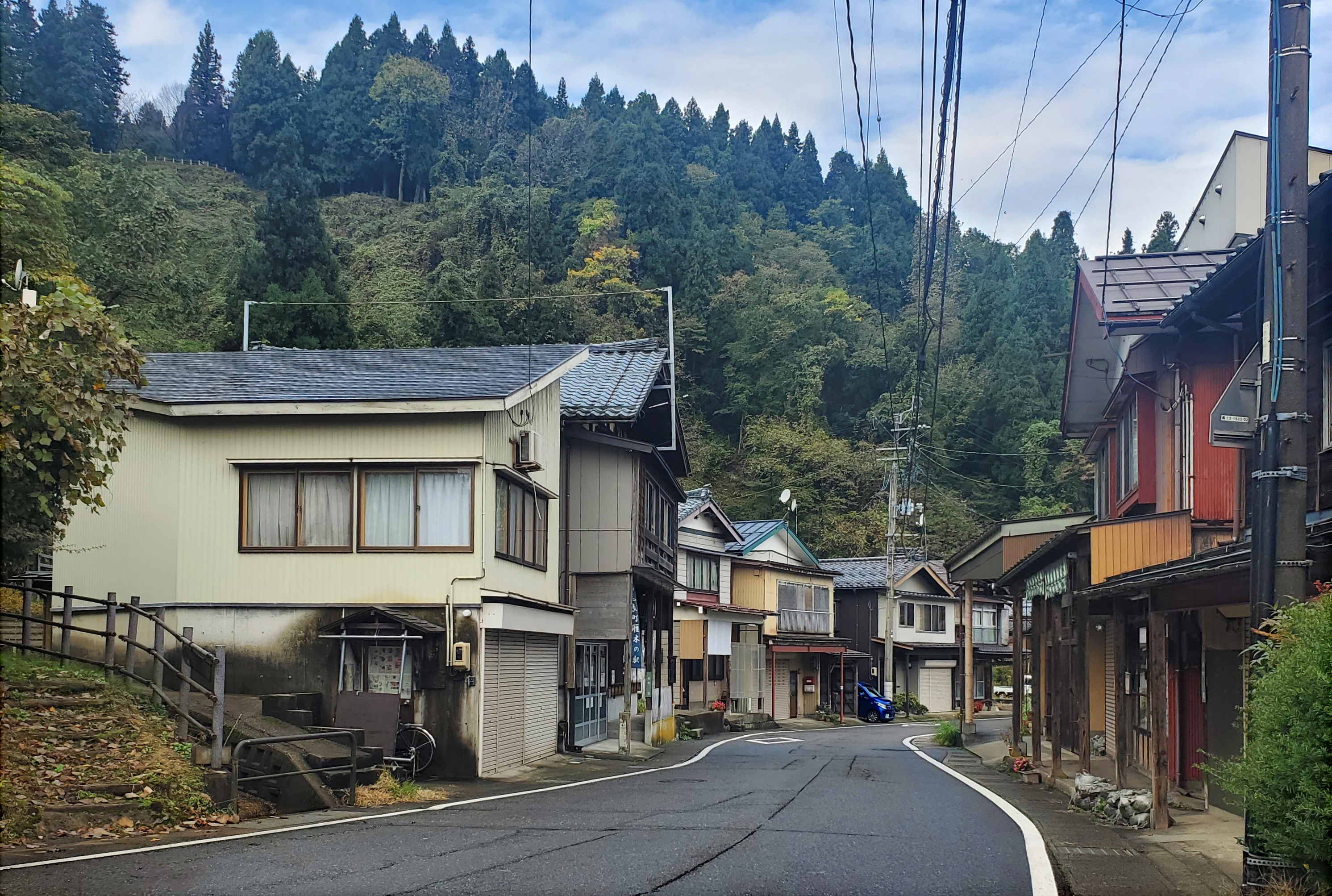
「栃尾表町雁木の駅」付近
左手に栃尾城への登山口（岩の鼻口）

## 地理
新潟県のほぼ中央に位置する。

## 沿革
- 2006年（平成18年）1月1日 - 長岡市に編入。
- 2008年（平成20年）
  - 9月 - NHK大河ドラマ「天地人」ロケが行われる[5]。
  - 12月25日 - あぶらげんしん誕生。一般公募により決定[6]。
- 2011年（平成23年）7月 - 新潟・福島豪雨。塩谷川流域で家屋浸水、各所で崖崩れが発生[7]。
- 2012年（平成24年）
  - 4月30日 - 越後とちお温泉「おいらこの湯」が開業[8]。
  - 7月8日 - 栃尾産業交流センター「おりなす」内に子育ての駅とちお「すくすく」開設[9]。
- 2014年（平成26年）3月22日 - 秋葉門前商工プラザ「とちパル」開業[10]。「まちの駅」として飲食・休憩スペース、情報発信スペースなどを提供する。
- 2016年（平成28年）
  - 6月13日 - 鈴倉インダストリー、破産手続開始[11][注釈 2]。
  - 7月29日 - 長岡中央綜合病院付属栃尾郷クリニック竣工[12]。
  - 9月 - イルミネーションイベント『トチオノアカリ』初開催[12]。
- 2017年（平成29年）
  - 7月 - 梅雨前線豪雨により県道栃尾山古志線が寸断。なかでも半蔵金地区の被害が甚大で、1年以上通行不能となった。
  - 8月 - 新潟テレビ21の深夜放送にて炎の天狐 トチオンガーセブンが放映される。
- 2018年（平成30年）11月22日 - 栃尾山古志線の全面通行止が解除される[13]。
- 2019年（令和元年）
  - 9月30日 - 越後交通バス、地域内を走る一部路線を廃止。
  - 10月1日 - バス路線廃止に伴い、乗合タクシー（予約制）による代替輸送開始[14]。
- 2020年（令和2年）12月21日 - 栄町にドクターヘリ離発着可能な防災ヘリポート開設[15] 。
- 2022年（令和4年）5月1日 - トチオーレ開館[注釈 3][16]。
- 2024年（令和6年）9月24日 - 栃尾支所が移転[17]。

## 人口
- 平成22年国勢調査 人口 21004 世帯数 6847 男10184 女10820[18]
- 平成27年国勢調査 人口 18761 世帯数 6461 男 9181 女9580[19]
- 令和2年国勢調査 人口 16440 世帯数 6074 男 8065 女8375[20]

人口推移を示す（各年12月1日時点、ただし2008年、2019年、2020年はいずれも翌年の1月1日時点）。参考として1950年国勢調査結果を載せる。
| \| 1950年（昭和25年） \| 39,029人 \| \| \| 2008年（平成20年） \| 22,513人 \| \| \| 2009年（平成21年） \| 22,111人 \| \| \| 2010年（平成22年） \| 21,657人 \| \| \| 2011年（平成23年） \| 21,269人 \| \| \| 2012年（平成24年） \| 20,888人 \| \| \| 2013年（平成25年） \| 20,357人 \| \| \| 2014年（平成26年） \| 19,879人 \| \| \| 2015年（平成27年） \| 19,366人 \| \| \| 2016年（平成28年） \| 18,921人 \| \| \| 2017年（平成29年） \| 18,448人 \| \| \| 2018年（平成30年） \| 17,912人 \| \| \| 2019年（令和1年） \| 17,387人 \| \| \| 2020年（令和2年） \| 16,893人 \| \| |          |  |
| 出典 - 栃尾支所からのおしらせ・各年1月号ほか |          |  |
| 1950年（昭和25年） | 39,029人 |  |
| 2008年（平成20年） | 22,513人 |  |
| 2009年（平成21年） | 22,111人 |  |
| 2010年（平成22年） | 21,657人 |  |
| 2011年（平成23年） | 21,269人 |  |
| 2012年（平成24年） | 20,888人 |  |
| 2013年（平成25年） | 20,357人 |  |
| 2014年（平成26年） | 19,879人 |  |
| 2015年（平成27年） | 19,366人 |  |
| 2016年（平成28年） | 18,921人 |  |
| 2017年（平成29年） | 18,448人 |  |
| 2018年（平成30年） | 17,912人 |  |
| 2019年（令和1年） | 17,387人 |  |
| 2020年（令和2年） | 16,893人 |  |

国勢調査の結果で見ると、栃尾市・栃尾地域の人口は1950年の39029人をピークにほぼ一定のペースで減少を続けており、
2015年には対ピーク比50％を割り込んだ。更に、2015年国勢調査における栃尾地域の高齢化率38.3%は長岡全市平均28.9%・県下平均29.9%に対し高い数値を示す。

## 行政
旧・栃尾市役所がそのまま栃尾支所に転用されていたが、庁舎老朽化のため旧栃尾文化センターを改修したのち、2024年9月移転、市民サービス窓口を開設している。

### 文教施設
- 栃尾地域交流拠点施設 トチオーレ - 2022年5月オープン。図書館やホールなどを備える。
- 栃尾体育施設 - 栃尾体育館など

2012年（平成24年)、栃尾産業交流センター「おりなす」内に子育ての駅とちお「すくすく」が開所した。

## 名産品

### 服飾製品
かつての特産品であった栃尾紬は現在一社のみが生産している。
- 栃尾織物工業協同組合

### 食品

#### 油揚げ

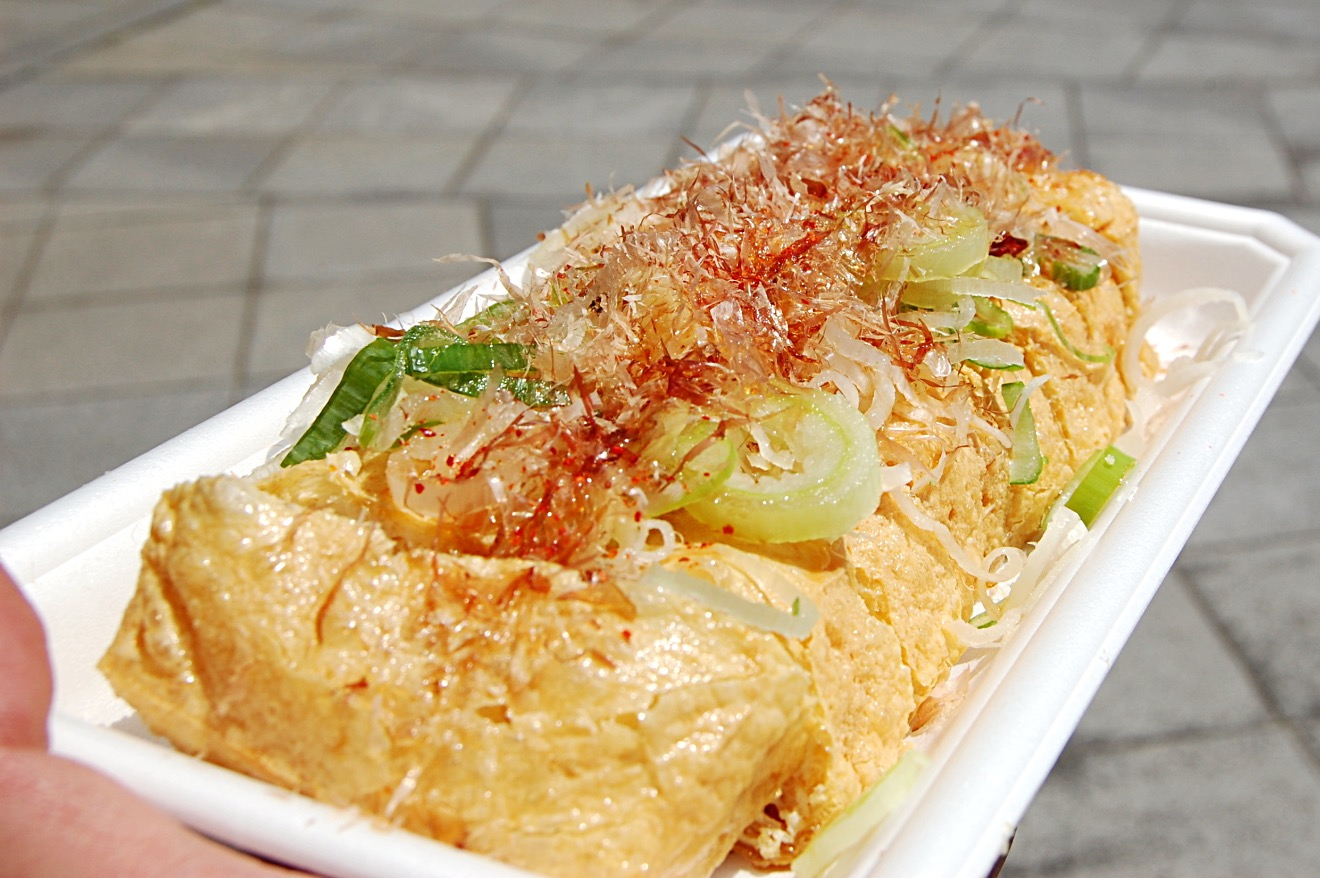
栃尾の油揚げ（道の駅R290とちお「揚げ処さとう」）

栃尾揚げとも呼ばれる巨大な油揚げはテレビ番組を筆頭に、各メディアで頻繁に取り上げられ、知名度の点で当地域を代表する産品である。流通網拡大により都内大手スーパーでも容易に入手可能で、飲食店とりわけ居酒屋の一品として採用例も多い。

#### 日本酒
2019年現在、造り酒屋が2軒存在する。
- 越銘醸 - 越の鶴
- 諸橋酒造 - 越乃景虎

#### 冷やしラーメン
通称「冷や丼」（冷やしラーメン）は他地域ほどの知名度はないが、盆地であるが故に夏季は高温多湿となる栃尾においてもまた古くから提供されてきたご当地グルメである。

#### 丸鯛
巻鯛とも呼ばれる。越後地方では鯛をあしらった円形の菓子が各地に伝わるが、栃尾の丸鯛は大ぶりな落雁で、着色されているのが特徴。引出物として明治時代より珍重された。

#### 赤飯
長岡市周辺では醤油とみりんをベースに味付けしたおこわを赤飯と称し、当地域も例外ではない。醤油赤飯（表記ゆれ在り）と呼ぶ場合もある。その色合いは茶色に近く、小豆の代わりに金時豆を使うことも特徴的である。

### その他

#### 栃尾てまり
山間部の農家は養蚕や機織りが盛んで、各家庭では野山で手に入る素材や糸くずを加工した手まりが玩具として作られていたという。
栃尾市指定無形文化財であった名児耶チハルの技能を継承すべく結成された「栃尾てまりの会」により装飾品の手毬が手作りされている。

## 教育
小学校
- 上塩小学校 (2023年栃尾東小学校に統合)
- 下塩小学校
- 栃尾東小学校
- 栃尾南小学校
- 中野俣小学校 （2018年栃尾南小学校に統合）
- 荷頃小学校 （2006年4月1日栃尾南小学校に統合）
- 西谷小学校  （2015年栃尾南小学校に統合）
- 東谷小学校

合併以前の廃校については新潟県小学校の廃校一覧を参照。
中学校
- 秋葉中学校
- 刈谷田中学校

合併以前の廃校については新潟県中学校の廃校一覧を参照。
高等学校
- 新潟県立栃尾高等学校

## 商業

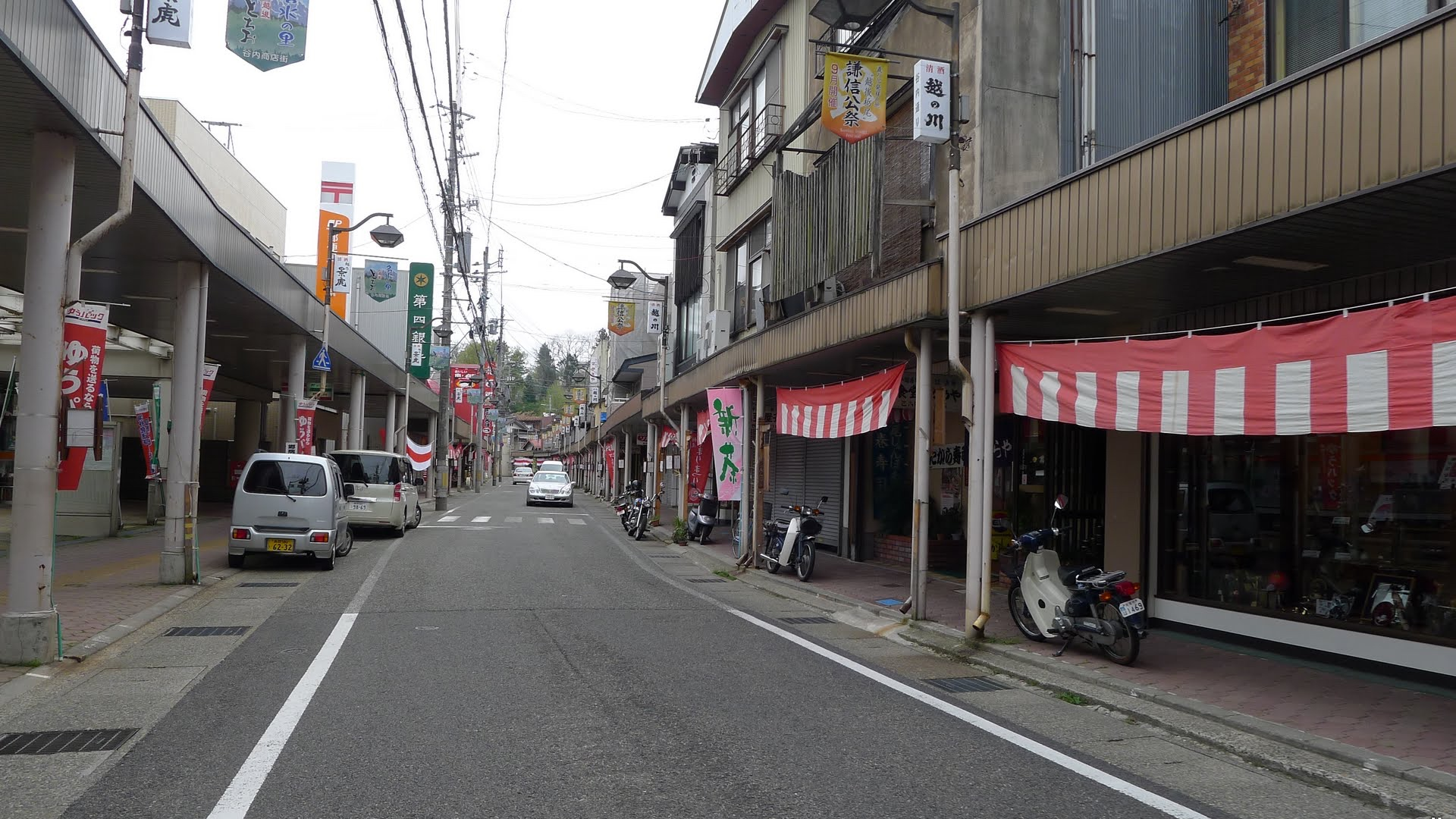
近代的な雁木通りとなった谷内通り。周辺の表町や大町、滝の下町などには昔ながらの木造の雁木も多く残されている。

地域内に大型ショッピングモールは存在せず、中心街の雁木通りは昔ながらの商店が並ぶが閉店も目立つ。町内にはスーパーマーケット原信栃尾店、規模は大きくないが複合商業施設「トッピィ」、DIYチェーンコメリ、他にコンビニエンスストア（2019年現在セブンイレブンが2店、24時間営業ではないが他にヤマザキショップ。）とドラッグストアが数店出店する。

### 金融機関
- 第四北越銀行 栃尾支店（栃尾中央支店）[注釈 6]
- 大光銀行 滝の下町出張所(ATMのみ)
- JA越後ながおか - 栃尾支店、下塩谷支店、東谷支店、荷頃支店
- 郵便局 - 栃尾、吉水、二日町、中野俣、東谷、入東谷、西谷、栃堀、荷頃、入塩川簡易、半蔵金簡易

## 交通

栃尾地域および周辺のバス路線図。

### バス
- 越後交通 - 栃尾駅跡に栃尾営業所が置かれている。

長岡方面とを結ぶ路線や、地域内の路線を運行している。

### 道路
市内を走る国道・県道を挙げる。
一般国道
- 国道290号
- 国道351号
  - 新榎トンネル

県道（主要地方道）
- 新潟県道9号長岡栃尾巻線
- 新潟県道19号見附栃尾線
- 新潟県道24号栃尾山古志線
- 新潟県道57号栃尾守門線

県道（一般県道）
- 新潟県道138号栃尾田井線
- 新潟県道210号遅場見附線
- 新潟県道317号上塩栃尾線
- 新潟県道347号二分栃尾線
- 新潟県道356号半蔵金入広瀬停車場線[注釈 7]
- 新潟県道441号入塩川上樫出線
- 新潟県道442号杉沢上樫出線
- 新潟県道476号西中野俣小平尾線
- 新潟県道575号高倉栗山沢線

道の駅
道の駅R290とちお

## 名所・旧跡・観光スポット・祭事・催事
- 雁木のまち並み
- 栃尾城跡

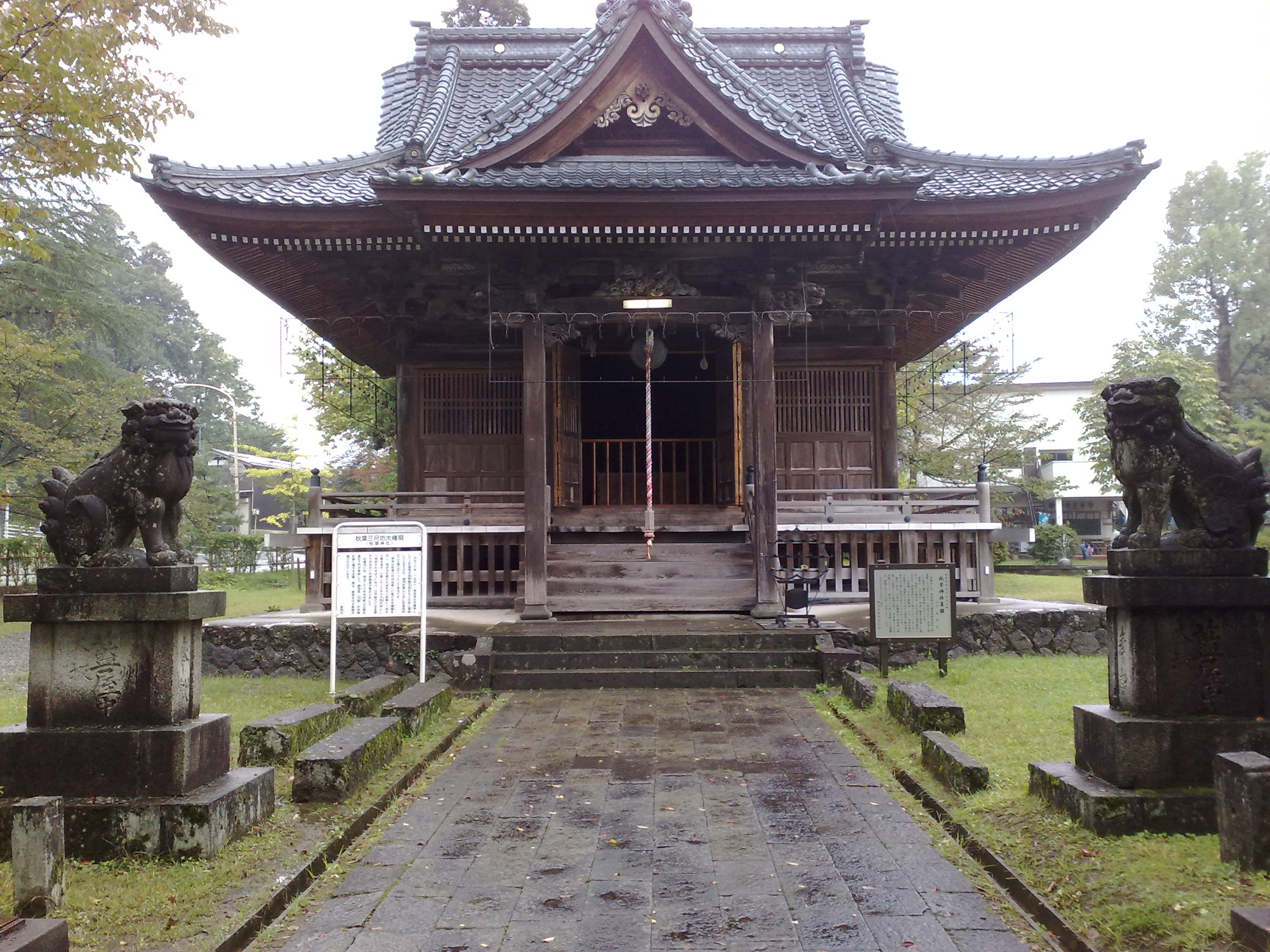
秋葉神社

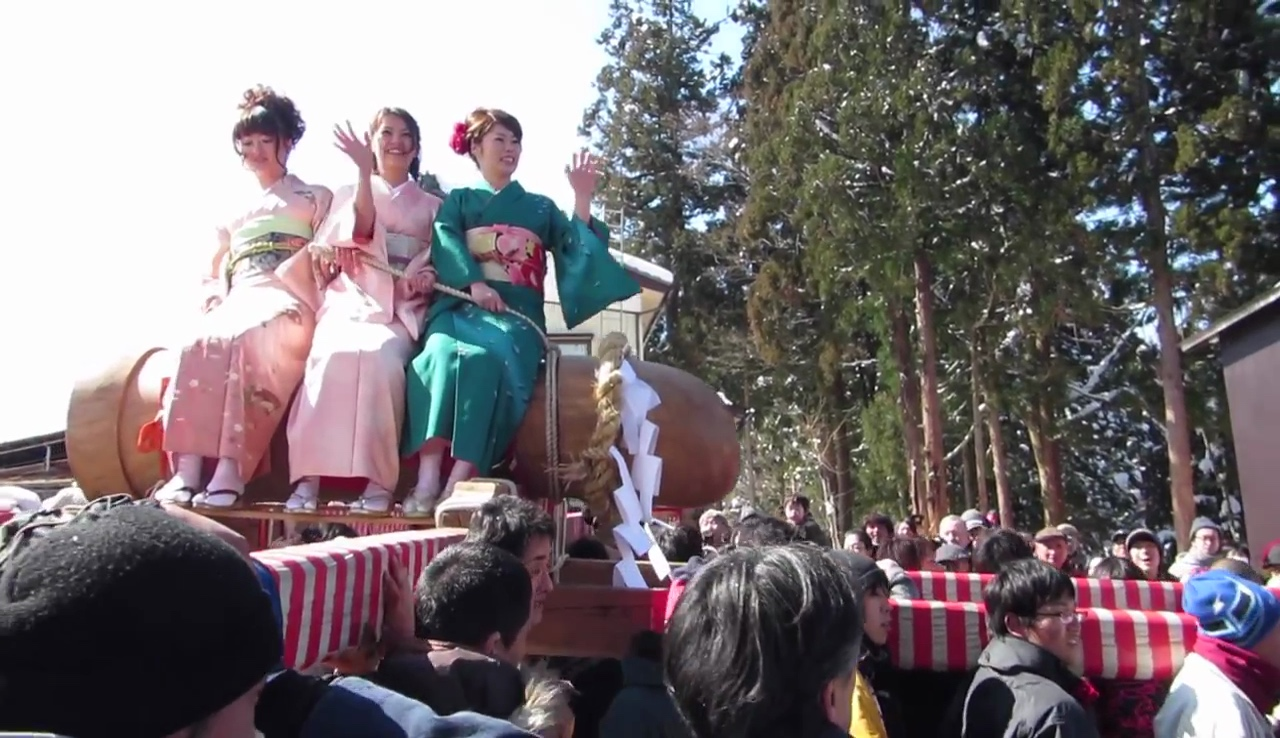
ほだれ祭

- 秋葉公園 - 秋葉神社（秋葉三尺坊大権現）、上杉謙信公銅像がある
- 杜々の森名水公園
  - 杜々森湧水（名水百選）
- 羽黒神社
- 南部神社 - 猫又権現とも呼ばれ、国内では稀な狛猫が存在する[28]。
- 高徳寺 - 源義経を追う際、ここで没したとされる静御前の墓が存在する
- 長岡市栃尾美術館

祭事・催事
- 栃堀巣守神社 - 裸押合大祭 - 2月
- ほだれ大神 - ほだれ祭 - 男性器を象った御神体に跨る - 3月
- 諏訪神社 -春季大祭・大名行列 - 4月
- 常安寺 栃尾てまりまつり - 5月
- うま市 - 7月
- 石積み - 8月 盆の入り
- とちお祭 - 全日本樽みこし綱引き選手権大会、花火大会など - 8月
- トチオノアカリ - 9月
- 守門マラソン - 10月
- 栃尾地域農業まつり - 10月
- 来伝天神 - 合格祈願祭 - 11月

## 娯楽
- とちおファミリースキー場・とちおふるさと交流広場
- 道院自然ふれあいの森 - キャンプ場、グレステンスキー場（夏スキー）、宿泊施設、遊歩道などがある
- 栃尾フィッシングパーク
- 守門岳登山

### 温泉
一般客が日帰り入浴可能な施設について掲載する。
- おいらこの湯[29]
- 皆楽荘[30] - 高齢者向け公営施設ではあるが一般利用の制限はない。

## 出身有名人
本項においては活動時期が合併後と重なる人物のみ掲載する。
- 今井啓介（元プロ野球選手）
- いまなりあきよし（歌手）
- 佐々木美佳子（元アナウンサー）
- 韮沢靖（故人、造型師・キャラクターデザイナー）
- 三国一夫（俳優）
- 渡辺秀央（政治家）

## 栃尾地域を舞台とした作品

### テレビ番組
- 『炎の天狐_トチオンガーセブン』(2017年) - 栃尾にて油揚げ製造業を営む星知弘により自主制作された、ご当地ヒーローの特撮ドラマ。後に柏崎市を主な舞台として映画化(2018年公開)。

### 映画
- 『モノクロームの少女』(2009年) - 長岡市出身の五藤利弘監督による青春映画。関連短編作品『想い出はモノクローム』がYouTubeにて視聴できる。

主舞台ではないが、栃尾でロケ撮影が行われた作品の例を記す。
- 『20世紀少年 最終章 ぼくらの旗』(2009年)  - 浦沢直樹による同名漫画の映画化。堤幸彦監督。廃工場のシーンに使用[31]。
- 『ゆめのかよいじ』 (2012年) - 大野安之による同名漫画の映画化。五藤利弘監督・脚本。
- 『小さいおうち』(2014年) - 中島京子による同名小説の映画化。山田洋次監督。雪原のシーン[32]。ただし山形県の設定。
- 『愛しのアイリーン』(2018年) - 新井英樹による同名漫画の映画化。吉田恵輔監督。ロケ地として主人公実家のシーン[33]、英語を話せる住職がいる寺（小貫の瑞雲寺）。